# CAMIオートモーティブ
CAMIオートモーティブ（CAMI Automotive　カミ・オートモーティブ・インク）はカナダにある自動車製造会社である。ゼネラルモーターズ（GM）のカナダ現地法人であるゼネラルモーターズ・カナダとスズキの合弁で設立されたが、2009年12月にGMの完全子会社となった。

## 概要
CAMIは1989年にGMとスズキの自動車製造の協業を目的としてカナダオンタリオ州オックスフォード郡インガーソルに設立された。設立時の出資比率はGMカナダとスズキがそれぞれ50：50である。
設立に至った経緯として、北米での自動車市場の変遷とニーズの変化があるといわれている。1980年代には燃費のよい日本製をはじめとした小型車が著しく台頭してきていたが、GMではサブコンパクトカー製造のノウハウが薄かった。
そこでグループ企業であったスズキの持つノウハウを生かし、内製で小型車を製造するための企業としてCAMIを設立したといわれている。同様の理由により、GMにトヨタ自動車のかんばん方式を導入するために設立した「NUMMI」、小型車製造の新たな手法を確立した「サターン」も同時期に立ち上がっている。
CAMIの生産する車種は、当初小型車の製造がメインだったが、近年ではゼネラルモーターズのシータ・プラットフォームを使用した中型クロスオーバーSUVの製造が主となっている。
2009年12月にスズキの保有するCAMI株をGMが取得することが発表された。既に両社は資本提携解消などを順次進めており、これでスズキとGMは完全に関係が切れることとなる。

## 主な生産モデル（生産終了モデル含む）
- シボレー・メトロ
- シボレー・トラッカー
- スズキ・XL7
- シボレー・エクイノックス
- ポンティアック・トレント
- GMC・テレイン